# Khai Phong
Khai Phong (giản thể: 开封市; phồn thể: 開封市; bính âm: Kāifēng Shì; Wade–Giles: K'ai-feng) là một địa cấp thị nằm ở phía đông tỉnh Hà Nam, Trung Quốc. Thành phố này tọa lạc ở bờ nam của sông Hoàng Hà, giáp tỉnh lỵ Trịnh Châu về phía tây, Tân Hương về phía tây bắc, Thương Khâu về phía đông, Chu Khẩu về phía đông nam, Hứa Xương về phía tây nam và tỉnh Sơn Đông về phía đông bắc. Khai Phong là một trong 8 cố đô Trung Hoa.
Trong lịch sử, Khai Phong còn nhiều tên khác như là 
Đại Lương (大梁),
Biện Lương (汴梁; Wade-Giles: Pien-liang),
Biện Châu (汴州),
Nam Kinh (南京),
Đông Kinh (東京),
Biện Kinh (汴京).
Đây là Vương đô nước Ngụy thời Chiến quốc, cũng là Đế đô của nhà Bắc Tống (4 tháng 2 năm 960–9 tháng 1 năm 1127) và là kinh đô nhà Kim từ năm 1214.

## Địa lý tự nhiên
Khai Phong có tọa độ trong khoảng 113°52′15″–115°15′42″ kinh đông, 34°11′45″–35°01′20″ vĩ bắc, theo chiều bắc–nam rộng 92 km, theo chiều đông–tây dài 126 km, tổng diện tích 6.240 km², trong đó diện tích đô thị đạt 1.816 km². Phía đông cách Hoàng Hải khoảng 500 km, tiếp giáp với Thương Khâu và Hà Trạch (tỉnh Sơn Đông), phía tây tiếp giáp và cách trung tâm Trịnh Châu khoảng 72 km, phía nam tiếp giáp Hứa Xương và Chu Khẩu, phía bắc qua Hoàng Hà là Tân Hương và Bộc Dương. Nó nằm ở trung tâm bình nguyên Dự Đông, một phần của bình nguyên Hoa Bắc.
Bình nguyên Dự Đông, nơi có thành phố Khai Phong, nằm ở phía nam và thuộc phần hạ du của Hoàng Hà. Nằm trên đồng bằng bồi tích thống Holocen hệ Đệ Tứ, với cao độ từ 69 đến 78 m trên một địa hình bằng phẳng, với các lớp đất sâu có chất lượng tốt và kết cấu ổn định, phù hợp cho gieo trồng nhiều loại cây trồng khác nhau cũng như có tỷ lệ rừng che phủ cao.

## Khí hậu
Khai Phong có khí hậu cận nhiệt đới ẩm ướt chịu ảnh hưởng của gió mùa (mã Köppen Cwa) giáp ranh với khí hậu lục địa ẩm ướt, với bốn mùa khác biệt rõ ràng. Mùa đông khô lạnh trong khi mùa hè nóng ẩm; mùa xuân ấm và có mưa nhưng không nhiều trong khi thời tiết mùa thu thì mát và khô hơn. Giáng thủy chủ yếu diễn ra từ tháng 6 tới tháng 9 hàng năm.
| Dữ liệu khí hậu của Khai Phong (1971–2000) | Dữ liệu khí hậu của Khai Phong (1971–2000) | Dữ liệu khí hậu của Khai Phong (1971–2000) | Dữ liệu khí hậu của Khai Phong (1971–2000) | Dữ liệu khí hậu của Khai Phong (1971–2000) | Dữ liệu khí hậu của Khai Phong (1971–2000) | Dữ liệu khí hậu của Khai Phong (1971–2000) | Dữ liệu khí hậu của Khai Phong (1971–2000) | Dữ liệu khí hậu của Khai Phong (1971–2000) | Dữ liệu khí hậu của Khai Phong (1971–2000) | Dữ liệu khí hậu của Khai Phong (1971–2000) | Dữ liệu khí hậu của Khai Phong (1971–2000) | Dữ liệu khí hậu của Khai Phong (1971–2000) | Dữ liệu khí hậu của Khai Phong (1971–2000) |
| Tháng                                      | 1                                          | 2                                          | 3                                          | 4                                          | 5                                          | 6                                          | 7                                          | 8                                          | 9                                          | 10                                         | 11                                         | 12                                         | Năm                                        |
| ------------------------------------------ | ------------------------------------------ | ------------------------------------------ | ------------------------------------------ | ------------------------------------------ | ------------------------------------------ | ------------------------------------------ | ------------------------------------------ | ------------------------------------------ | ------------------------------------------ | ------------------------------------------ | ------------------------------------------ | ------------------------------------------ | ------------------------------------------ |
| Cao kỉ lục °C (°F)                         | 19.2 (66.6)                                | 25.5 (77.9)                                | 29.4 (84.9)                                | 35.4 (95.7)                                | 38.1 (100.6)                               | 42.5 (108.5)                               | 39.0 (102.2)                               | 37.6 (99.7)                                | 35.6 (96.1)                                | 34.1 (93.4)                                | 26.6 (79.9)                                | 22.2 (72.0)                                | 42.5 (108.5)                               |
| Trung bình ngày tối đa °C (°F)             | 5.1 (41.2)                                 | 8.4 (47.1)                                 | 13.7 (56.7)                                | 21.5 (70.7)                                | 26.9 (80.4)                                | 31.3 (88.3)                                | 31.7 (89.1)                                | 30.5 (86.9)                                | 26.7 (80.1)                                | 21.3 (70.3)                                | 13.7 (56.7)                                | 7.3 (45.1)                                 | 19.8 (67.7)                                |
| Trung bình ngày °C (°F)                    | 0.0 (32.0)                                 | 2.7 (36.9)                                 | 7.9 (46.2)                                 | 15.3 (59.5)                                | 20.7 (69.3)                                | 25.3 (77.5)                                | 26.9 (80.4)                                | 25.9 (78.6)                                | 21.1 (70.0)                                | 15.1 (59.2)                                | 7.8 (46.0)                                 | 1.9 (35.4)                                 | 14.2 (57.6)                                |
| Tối thiểu trung bình ngày °C (°F)          | −4.1 (24.6)                                | −1.7 (28.9)                                | 2.9 (37.2)                                 | 9.6 (49.3)                                 | 14.8 (58.6)                                | 19.8 (67.6)                                | 22.9 (73.2)                                | 22.0 (71.6)                                | 16.5 (61.7)                                | 10.1 (50.2)                                | 3.1 (37.6)                                 | −2.3 (27.9)                                | 9.5 (49.0)                                 |
| Thấp kỉ lục °C (°F)                        | −15 (5)                                    | −14.2 (6.4)                                | −7.3 (18.9)                                | −1.6 (29.1)                                | 5.0 (41.0)                                 | 11.3 (52.3)                                | 15.2 (59.4)                                | 13.5 (56.3)                                | 6.0 (42.8)                                 | −0.2 (31.6)                                | −11.7 (10.9)                               | −16.0 (3.2)                                | −16.0 (3.2)                                |
| Lượng Giáng thủy trung bình mm (inches)    | 8.1 (0.32)                                 | 11.2 (0.44)                                | 28.2 (1.11)                                | 35.4 (1.39)                                | 55.0 (2.17)                                | 73.4 (2.89)                                | 174.9 (6.89)                               | 109.7 (4.32)                               | 69.5 (2.74)                                | 41.5 (1.63)                                | 20.4 (0.80)                                | 9.9 (0.39)                                 | 637.2 (25.09)                              |
| Số ngày giáng thủy trung bình (≥ 0.1 mm)   | 2.9                                        | 3.9                                        | 5.9                                        | 6.2                                        | 6.8                                        | 7.8                                        | 11.3                                       | 9.0                                        | 7.6                                        | 6.6                                        | 4.5                                        | 3.0                                        | 75.5                                       |
| Nguồn: Weather China                       |                                            |                                            |                                            |                                            |                                            |                                            |                                            |                                            |                                            |                                            |                                            |                                            |                                            |

## Phân chia hành chính
Địa cấp thị Khai Phong được chia thành 9 đơn vị hành chính gồm 5 quận và 4 huyện.
- Cổ Lâu khu (鼓楼区)
- Long Đình khu (龙亭区)
- Tường Phù khu (祥符区)
- Vũ Vương Đài khu (禹王台区)
- Thuận Hà Hồi tộc khu (顺河回族区)
- Úy Thị huyện (尉氏县)
- Kỷ huyện (杞县)
- Thông Hứa huyện (通许县)
- Lan Khảo huyện (兰考县)

| Bản đồ phân chia hành chính thành phố Khai Phong                              | Bản đồ phân chia hành chính thành phố Khai Phong | Bản đồ phân chia hành chính thành phố Khai Phong | Bản đồ phân chia hành chính thành phố Khai Phong | Bản đồ phân chia hành chính thành phố Khai Phong | Bản đồ phân chia hành chính thành phố Khai Phong | Bản đồ phân chia hành chính thành phố Khai Phong | Bản đồ phân chia hành chính thành phố Khai Phong | Bản đồ phân chia hành chính thành phố Khai Phong | Bản đồ phân chia hành chính thành phố Khai Phong |
| ----------------------------------------------------------------------------- | ------------------------------------------------ | ------------------------------------------------ | ------------------------------------------------ | ------------------------------------------------ | ------------------------------------------------ | ------------------------------------------------ | ------------------------------------------------ | ------------------------------------------------ | ------------------------------------------------ |
| Long Đình Thuận Hà Cổ Lâu Vũ Vương Đài Tường Phù Kỷ Thông Hứa Úy Thị Lan Khảo |                                                  |                                                  |                                                  |                                                  |                                                  |                                                  |                                                  |                                                  |                                                  |
| Mã hành chính                                                                 | Tên Việt                                         | Tên Trung, bính âm                               | Diện tích (km²)                                  | Dân số (thường trú)                              | Trụ sở                                           | Mã bưu chính                                     | Đơn vị hành chính                                | Đơn vị hành chính                                | Đơn vị hành chính                                |
| Mã hành chính                                                                 | Tên Việt                                         | Tên Trung, bính âm                               | Diện tích (km²)                                  | Dân số (thường trú)                              | Trụ sở                                           | Mã bưu chính                                     | Nhai đạo                                         | Trấn                                             | Hương                                            |
| 410200                                                                        | Khai Phong                                       | 开封 (Kāifēng)                                   | 6.240,22                                         | 4.564.900                                        | Cổ Lâu                                           | 475000                                           | 38                                               | 34                                               | 45                                               |
| 410202                                                                        | Long Đình                                        | 龙亭 (Lóngtíng)                                  | 369,60                                           | 436.000                                          | Nđ Ngọ Triều Môn                                 | 475000                                           | 10                                               |                                                  | 3                                                |
| 410203                                                                        | Thuận Hà                                         | 顺河 (Shùnhé)                                    | 72,41                                            | 249.900                                          | Nđ Thanh Bình                                    | 475000                                           | 8                                                |                                                  |                                                  |
| 410204                                                                        | Cổ Lâu                                           | 鼓楼 (Gǔlóu)                                     | 62,34                                            | 157.000                                          | Nđ Tướng Quốc Tự                                 | 475000                                           | 8                                                |                                                  |                                                  |
| 410205                                                                        | Vũ Vương Đài                                     | 禹王台 (Yǔwángtái)                               | 60,24                                            | 141.300                                          | Nđ Thái Thị                                      | 475000                                           | 5                                                |                                                  | 2                                                |
| 410212                                                                        | Tường Phù                                        | 祥符 (Xiángfú)                                   | 1.251,46                                         | 667.800                                          | Nđ Thành Đông                                    | 475100                                           | 1                                                | 6                                                | 8                                                |
| 410221                                                                        | Kỷ                                               | 杞 (Qǐ)                                          | 1.257,17                                         | 895.600                                          | Nđ Kim Thành                                     | 475200                                           | 1                                                | 7                                                | 13                                               |
| 410222                                                                        | Thông Hứa                                        | 通许 (Tōngxǔ)                                    | 766,75                                           | 518.400                                          | Nđ Hàm Bình                                      | 475400                                           | 1                                                | 5                                                | 6                                                |
| 410223                                                                        | Úy Thị                                           | 尉氏 (Wèishì)                                    | 1.297,00                                         | 851.000                                          | Nđ Lưỡng Hồ                                      | 475500                                           | 1                                                | 9                                                | 7                                                |
| 410225                                                                        | Lan Khảo                                         | 兰考 (Lánkǎo)                                    | 1.103,25                                         | 647.900                                          | Nđ Lan Dương                                     | 475300                                           | 3                                                | 7                                                | 6                                                |